# Brunswick (Maryland)
Brunswick is een plaats (city) in de Amerikaanse staat Maryland, en valt bestuurlijk gezien onder Frederick County.

## Demografie
Bij de volkstelling in 2000 werd het aantal inwoners vastgesteld op 4894.
In 2006 is het aantal inwoners door het United States Census Bureau geschat op 5230, een stijging van 336 (6,9%).

## Geografie
Volgens het United States Census Bureau beslaat de plaats een oppervlakte van
5,6 km², waarvan 5,5 km² land en 0,1 km² water.

## Plaatsen in de nabije omgeving
De onderstaande figuur toont nabijgelegen plaatsen in een straal van 12 km rond Brunswick.